# 大きくなる子
大きくなる子（おおきくなるこ）は、NHK教育テレビジョンで1959年4月7日から1988年3月18日まで放送された人形劇シリーズである。小学1・2年、生活指導・道徳教育向け学校放送番組。

## 放送時間
| 年度        | 放送時間          |
| ----------- | ----------------- |
| 1959 - 1960 | 火曜日11:00-11:15 |
| 1961        | 水曜日10:00-10:20 |
| 1962 - 1963 | 月曜日10:00-10:20 |
| 1964 - 1968 | 金曜日11:00-11:20 |
| 1969 - 1979 | 金曜日10:45-11:00 |

| 年度        | 本放送時間        | 再放送時間        |
| ----------- | ----------------- | ----------------- |
| 1980 - 1981 | 金曜日10:45-11:00 | 土曜日10:00-10:15 |
| 1982 - 1983 | 金曜日09:30-09:45 | 土曜日10:00-10:15 |
| 1984        | 金曜日09:30-09:45 | 土曜日10:15-10:30 |
| 1985 - 1987 | 火曜日09:30-09:45 | 金曜日09:00-09:15 |

## シリーズ一覧
| 年度        | サブタイトル         | 映像   |
| ----------- | -------------------- | ------ |
| 1959        | ころすけくん         | 白黒   |
| 1960        | しんいちくん         | 白黒   |
| 1961        | こざるのもんちゃん   | 白黒   |
| 1962        | こりすのチロちゃん   | 白黒   |
| 1963 - 1964 | ピンちゃん           | 白黒   |
| 1965 - 1966 | トンちゃん           | 白黒   |
| 1967        | トラくん             | 白黒   |
| 1968        | イヌくん             | 白黒   |
| 1969        | ※タイトル不明        | 白黒   |
| 1970 - 1972 | とらちゃん           | カラー |
| 1973 - 1974 | 星の子ピッピ         | カラー |
| 1975 - 1976 | たぬきのポン太       | カラー |
| 1977 - 1978 | 子リスのチョロ       | カラー |
| 1979 - 1980 | ウサギのトモコ       | カラー |
| 1981 - 1983 | ユミちゃんとマッキー | カラー |
| 1984 - 1985 | トラのだいすけ       | カラー |
| 1986 - 1987 | ウサギのトント       | カラー |

## ころすけくん

### あらすじ
子狸のころすけくんの物語。

### 基礎情報
- 放送期間：1959年4月7日 - 1960年3月15日
- 放送時間：火曜日11:00-11:15
- 作：盛善吉
- 製作指導：川尻泰司
- 人形：人形劇団プーク
- 音楽：松井八郎

### 出演者
- ころすけ（声：由良和代）
- ブーちゃん（声：加藤康夫）
- ロロ坊（声：里見京子）
- カエル博士（声：辻村真人）
- モンちゃん（声：吉本ミキ）
- ポンちゃん（声：油谷佐和子）
- リリちゃん（声：菊地京子）
- お母さん（声：堺キヌ江）
- 森川久美子
- 久里千春

### 放送リスト
| 回 | タイトル                   | 放送日         |
| -- | -------------------------- | -------------- |
| 1  | ころすけのおつかい         | 1959年04月07日 |
| 2  | ぼくはころすけです         | 1959年04月14日 |
| 3  | なきむしろばさん           | 1959年04月21日 |
| 4  | あかちゃんいないよ         | 1959年04月28日 |
| 5  | いち、に、さん、し         | 1959年05月12日 |
| 6  | これころすけくんのだよ     | 1959年05月19日 |
| 7  | はっけよいのこった         | 1959年05月26日 |
| 8  | ブーちゃんあぶないよ       | 1959年06月02日 |
| 9  | まねっこさるくん           | 1959年06月09日 |
| 10 | ポンちゃんのてるてる坊主   | 1959年06月16日 |
| 11 | キーキーバイオリン         | 1959年06月23日 |
| 12 | ころすけくんのばんだよ     | 1959年06月30日 |
| 13 | はい ゆうびんです          | 1959年07月07日 |
| 14 | おめんをつけてあそぼう     | 1959年07月14日 |
| 15 | ころちゃんの絵日記         | 1959年09月01日 |
| 16 | なまけもののとけい         | 1959年09月08日 |
| 17 | ほらあなたんけん           | 1959年09月15日 |
| 18 | ころすけくんいばったね     | 1959年09月22日 |
| 19 | がんばれ がんばれ          | 1959年09月29日 |
| 20 | ころすけくんのくいしんぼう | 1959年10月06日 |
| 21 | ぼくさきにいくよ           | 1959年10月13日 |
| 22 | いなくなった ころすけくん  | 1959年10月20日 |
| 23 | ワンチャンのスクーター     | 1959年10月27日 |
| 24 | キリンのおまわりさん       | 1959年11月10日 |
| 25 | お母さんがみつかった       | 1959年11月17日 |
| 26 | お山へかえりましょう       | 1959年11月24日 |
| 27 | いたずらさるくん           | 1959年12月01日 |
| 28 | おおさむこさむ             | 1959年12月08日 |
| 29 | さむがりコンちゃん         | 1959年12月15日 |
| 30 | はやくこいお正月           | 1959年12月22日 |
| 31 | りすくんのたけうま         | 1960年01月12日 |
| 32 | おとうさんのたんじょうび   | 1960年01月19日 |
| 33 | だれがおそうじしたの       | 1960年01月26日 |
| 34 | すってんころりん           | 1960年02月02日 |
| 35 | おや へんだよ              | 1960年02月09日 |
| 36 | ひとりでもこわくない       | 1960年02月16日 |
| 37 | よくばりさるくん           | 1960年02月23日 |
| 38 | ブーちゃんしっかり         | 1960年03月01日 |
| 39 | キリンさんがきた           | 1960年03月08日 |
| 40 | みじかいズボン             | 1960年03月15日 |

## しんいちくん

### あらすじ
人間の子どもたちの物語。

### 基礎情報
- 放送期間：1960年4月5日 - 1961年03月14日
- 放送時間：火曜日11:00-11:15
- 人形：人形劇団プーク

### 出演者
- 喜多道枝
- 伊東阿津子
- 糸田みな子
- 吉田純
- 杉浦宏
- 小宮山清
- 梅屋かおる
- 松島みのり
- 菊池京子

### 放送リスト
| 回 | タイトル                 | 放送日         |
| -- | ------------------------ | -------------- |
| 1  | ぼくしんちゃんです       | 1960年04月05日 |
| 2  | ぼくの先生               | 1960年04月12日 |
| 3  | まちがえたぞうりぶくろ   | 1960年04月19日 |
| 4  | あぶないみち             | 1960年04月26日 |
| 5  | ぼくのおかあさん         | 1960年05月10日 |
| 6  | まりちゃんにわかるかい   | 1960年05月17日 |
| 7  | かしてあげるよ           | 1960年05月24日 |
| 8  | 山へいこう               | 1960年05月31日 |
| 9  | しんちゃんはやくいこうよ | 1960年06月07日 |
| 10 | さぶちゃんのびょうき     | 1960年06月14日 |
| 11 | だれがしたの             | 1960年06月21日 |
| 12 | これでもかけるさ         | 1960年06月28日 |
| 13 | しんちゃんのたんけん     | 1960年07月05日 |
| 14 | ぼくのおるすばん         | 1960年07月12日 |
| 15 | たのしいなつやすみ       | 1960年07月19日 |
| 16 | のこっていた花火         | 1960年09月06日 |
| 17 | よくできたね             | 1960年09月13日 |
| 18 | たまいれならするよ       | 1960年09月20日 |
| 19 | いっとうになるよ         | 1960年09月27日 |
| 20 | えんそく                 | 1960年10月04日 |
| 21 | くだものやさん           | 1960年10月11日 |
| 22 | もっとほしいよ           | 1960年10月18日 |
| 23 | ぼくできるよ             | 1960年10月25日 |
| 24 | やっとわかった           | 1960年11月01日 |
| 25 | じゃあまたね             | 1960年11月08日 |
| 26 | いたずらっ子             | 1960年11月15日 |
| 27 | おいしい ごはん          | 1960年11月22日 |
| 28 | おてつだい               | 1960年11月29日 |
| 29 | おおさむ こさむ          | 1960年12月06日 |
| 30 | みんなのまえで           | 1960年12月13日 |
| 31 | はやくこい お正月        | 1960年12月20日 |
| 32 | おめでとう               | 1961年01月10日 |
| 33 | おじいさんいらっしゃい   | 1961年01月17日 |
| 34 | もう かえろうよ          | 1961年01月24日 |
| 35 | おにはそとふくはうち     | 1961年01月31日 |
| 36 | ぼくも ごめんね          | 1961年02月07日 |
| 37 | おこづかい               | 1961年02月14日 |
| 38 | へただなあ               | 1961年02月21日 |
| 39 | おひなまつり             | 1961年02月28日 |
| 40 | おたんじょうかい         | 1961年03月07日 |
| 41 | もうすぐ はるやすみ      | 1961年03月14日 |

## こざるのもんちゃん

### あらすじ
元気でいたずらっ子のもんちゃんの物語。

### 基礎情報
- 放送期間：1961年4月12日 - 1962年3月14日
- 放送時間：水曜日10:00-10:20
- 人形：人形劇団プーク
- 出演：臼井幸子

### 放送リスト
| 回 | タイトル                 | 放送日         |
| -- | ------------------------ | -------------- |
| 1  | ぼくもんちゃんです       | 1961年04月12日 |
| 2  | だまっておうちへはいるの | 1961年04月19日 |
| 3  | あかいしんごう           | 1961年04月26日 |
| 4  | ぼくはだいじょうぶ       | 1961年05月10日 |
| 5  | みんな なかよし          | 1961年05月17日 |
| 6  | ちょうちょだ             | 1961年05月24日 |
| 7  | みちくさのせい           | 1961年05月31日 |
| 8  | おるすばん               | 1961年06月07日 |
| 9  | おなかがいたいよ         | 1961年06月14日 |
| 10 | 白いつえ                 | 1961年06月21日 |
| 11 | けんか                   | 1961年06月28日 |
| 12 | おばけだ                 | 1961年07月05日 |
| 13 | 川あそび                 | 1961年07月12日 |
| 14 | いよいよなつやすみ       | 1961年07月19日 |
| 15 | さよならなつやすみ       | 1961年09月06日 |
| 16 | おじいさんつかれたでしょ | 1961年09月13日 |
| 17 | おてつだい               | 1961年09月20日 |
| 18 | かわいそうだなあ         | 1961年09月27日 |
| 19 | きれいになったよ         | 1961年10月04日 |
| 20 | 見なれないともだち       | 1961年10月11日 |
| 21 | わらうきのみ             | 1961年10月18日 |
| 22 | もんちゃんいないの       | 1961年10月25日 |
| 23 | あさってはぶんかのひ     | 1961年11月01日 |
| 24 | ふしぎなこえ             | 1961年11月08日 |
| 25 | とんだ とんだ            | 1961年11月15日 |
| 26 | くずれていたみち         | 1961年11月22日 |
| 27 | いたずらなきたかぜ       | 1961年11月29日 |
| 28 | こんなものだめだよ       | 1961年12月06日 |
| 29 | こうすると良いね         | 1961年12月13日 |
| 30 | 早くこいお正月           | 1961年12月20日 |
| 31 | おきゃくさま             | 1962年01月10日 |
| 32 | うちがいちばんいいな     | 1962年01月17日 |
| 33 | こどもはかぜのこ         | 1962年01月24日 |
| 34 | おにのかお               | 1962年01月31日 |
| 35 | ゆきやこんこん           | 1962年02月07日 |
| 36 | おとしたおかね           | 1962年02月14日 |
| 37 | ぼくうまいんだ           | 1962年02月21日 |
| 38 | ひなまつり               | 1962年02月28日 |
| 39 | はるよこい               | 1962年03月07日 |
| 40 | みなさんありがとう       | 1962年03月14日 |

## こりすのチロちゃん

### あらすじ
こりすのチロちゃんの物語。

### 基礎情報
- 放送期間：1962年4月9日 - 1963年3月11日
- 放送時間：月曜日10:00-10:20
- 人形：人形劇団プーク

### 放送リスト
| 回 | タイトル                 | 放送日         |
| -- | ------------------------ | -------------- |
| 1  | ぼく、ぼくです           | 1962年04月09日 |
| 2  | はい こんにちは          | 1962年04月16日 |
| 3  | あぶないみち             | 1962年04月23日 |
| 4  | おいしいね               | 1962年04月30日 |
| 5  | あたらしいともだち       | 1962年05月07日 |
| 6  | みちくさ                 | 1962年05月14日 |
| 7  | えんそく                 | 1962年05月21日 |
| 8  | 大きなかばん             | 1962年05月28日 |
| 9  | そらにあがったチロちゃん | 1962年06月04日 |
| 10 | ぼくがさきだよ           | 1962年06月11日 |
| 11 | ばいきんがっこう         | 1962年06月18日 |
| 12 | おつかい                 | 1962年06月25日 |
| 13 | おれたえんぴつ           | 1962年07月02日 |
| 14 | さかなつり               | 1962年07月09日 |
| 15 | たのしいなつやすみ       | 1962年07月16日 |
| 16 | とけいのロボット         | 1962年09月03日 |
| 17 | お月さまをたべたいな     | 1962年09月10日 |
| 18 | おまつり                 | 1962年09月17日 |
| 19 | つられたチロちゃん       | 1962年09月24日 |
| 20 | もうすぐうんどうかい     | 1962年10月01日 |
| 21 | ゆびきりげんまん         | 1962年10月08日 |
| 22 | くいしんぼゴロちゃん     | 1962年10月15日 |
| 23 | おとしものやあい         | 1962年10月22日 |
| 24 | ぶんかの日               | 1962年10月29日 |
| 25 | なくなったボール         | 1962年11月05日 |
| 26 | こしょうちゅう           | 1962年11月12日 |
| 27 | おじさんありがとう       | 1962年11月19日 |
| 28 | おるすばん               | 1962年11月26日 |
| 29 | いっしょにやろう         | 1962年12月03日 |
| 30 | たいへん 火事だ          | 1962年12月10日 |
| 31 | いそがしごっこ           | 1962年12月17日 |
| 32 | おきゃくさま             | 1963年01月07日 |
| 33 | あかちゃん うまれた      | 1963年01月14日 |
| 34 | おおさむ こさむ          | 1963年01月21日 |
| 35 | きょうだい               | 1963年01月28日 |
| 36 | お山のたいしょう         | 1963年02月04日 |
| 37 | なにがほしいの           | 1963年02月11日 |
| 38 | おつかい                 | 1963年02月18日 |
| 39 | おみまい                 | 1963年02月25日 |
| 40 | 春がきた                 | 1963年03月04日 |
| 41 | 大きくなったよ           | 1963年03月11日 |

## ピンちゃん

### あらすじ
こじかのピンちゃんの物語。

### 基礎情報
- 放送期間：1963年4月8日 - 1965年3月19日
- 放送時間
  - 1963年度：月曜日10:00-10:20
  - 1964年度：金曜日11:00-11:20
- 人形：人形劇団プーク
- 出演：小幡昭子、高橋和枝、梅屋かほる

### 放送リスト
| 回 | タイトル                 | 放送日         |
| -- | ------------------------ | -------------- |
| 1  | たのしいがっこう         | 1963年04月08日 |
| 2  | こんどはできるよ         | 1963年04月15日 |
| 3  | ぼくしってるよ           | 1963年04月22日 |
| 4  | どっちへいこうか         | 1963年05月06日 |
| 5  | なかまはずれ             | 1963年05月13日 |
| 6  | ピンちゃん やあい        | 1963年05月20日 |
| 7  | ひとりぼっち             | 1963年05月27日 |
| 8  | ぼくが先だよ             | 1963年06月03日 |
| 9  | おてつだい               | 1963年06月10日 |
| 10 | ミルクはおいしいよ       | 1963年06月17日 |
| 11 | おとしもの               | 1963年06月24日 |
| 12 | みんなにあげるよ         | 1963年07月01日 |
| 13 | たんけんごっこ           | 1963年07月08日 |
| 14 | もうすぐなつやすみ       | 1963年07月15日 |
| 15 | ああ ねむいねむい        | 1963年09月02日 |
| 16 | たいふう                 | 1963年09月09日 |
| 17 | どっちにするんだ         | 1963年09月16日 |
| 18 | むぎわらぼうし           | 1963年09月23日 |
| 19 | あぶないよ               | 1963年09月30日 |
| 20 | みんなでやろう           | 1963年10月07日 |
| 21 | いいことやあい           | 1963年10月14日 |
| 22 | ぼくやめようかな         | 1963年10月21日 |
| 23 | こうじごっこ             | 1963年10月28日 |
| 24 | だいじょうぶだい         | 1963年11月04日 |
| 25 | きのことり               | 1963年11月11日 |
| 26 | ていでん                 | 1963年11月18日 |
| 27 | おとしたお金             | 1963年11月25日 |
| 28 | なくなった小石           | 1963年12月02日 |
| 29 | さむい日                 | 1963年12月09日 |
| 30 | おてがみ やあい          | 1963年12月16日 |
| 31 | たき火ごっこ             | 1964年01月06日 |
| 32 | ぼくこまったな           | 1964年01月13日 |
| 33 | おかあさんのたんじょう日 | 1964年01月20日 |
| 34 | やきいもコロ子           | 1964年01月27日 |
| 35 | なくなったボール         | 1964年02月03日 |
| 36 | あおいてぶくろ           | 1964年02月10日 |
| 37 | ゆきだるま               | 1964年02月17日 |
| 38 | すぐにだせるよ           | 1964年02月24日 |
| 39 | ピンちゃんのひなまつり   | 1964年03月02日 |
| 40 | げきのれんしゅう         | 1964年03月09日 |
| 41 | 大きくなったよ           | 1964年03月16日 |

| 回 | タイトル                 | 初回放送日     |
| -- | ------------------------ | -------------- |
| 1  | ぼくピンちゃんです       | 1964年04月10日 |
| 2  | いそげいそげ             | 1964年04月24日 |
| 3  | ぼくのじゃないよ         | 1964年05月08日 |
| 4  | ひとりぼっち             | 1964年05月22日 |
| 5  | だいじょうぶだあい       | 1964年06月05日 |
| 6  | こまった どうしよう      | 1964年06月19日 |
| 7  | ぼくもできるよ           | 1964年07月03日 |
| 8  | なつやすみやあい         | 1964年07月17日 |
| 9  | なつぼけピンちゃん       | 1964年09月04日 |
| 10 | まちぼうけ               | 1964年09月18日 |
| 11 | さがしてあげるよ         | 1964年10月02日 |
| 12 | こわれたブランコ         | 1964年10月30日 |
| 13 | 大きなべんとうばこ       | 1964年11月13日 |
| 14 | そんしたなあ             | 1964年11月27日 |
| 15 | おとうさんおかえりなさい | 1964年12月11日 |
| 16 | おきゃくさま             | 1965年01月22日 |
| 17 | しゅくだい               | 1965年02月05日 |
| 18 | ダンちゃんのるすばん     | 1965年02月19日 |
| 19 | あしたはたんじょう会     | 1965年03月05日 |
| 20 | おじさんありがとう       | 1965年03月19日 |

## トンちゃん

### あらすじ
うさぎのトンちゃんが主人公の物語。

### 基礎情報
- 放送期間：1965年4月9日 - 1967年3月10日
- 放送時間：金曜日11:00-11:20
- 人形：人形劇団プーク
- 出演：菅谷政子、牛込安子、北川智恵子

### 放送リスト
| 回 | タイトル             | 初回放送日     |
| -- | -------------------- | -------------- |
| 1  | こうえんごっこ       | 1965年04月09日 |
| 2  | ぼくにもできるよ     | 1965年04月23日 |
| 3  | おてつだい           | 1965年05月07日 |
| 4  | ふたりぼっち         | 1965年05月21日 |
| 5  | こんどはいうよ       | 1965年06月04日 |
| 6  | だいじなたからばこ   | 1965年06月18日 |
| 7  | うめたいしころ       | 1965年07月02日 |
| 8  | ぼくみたかったなあ   | 1965年07月16日 |
| 9  | おばけやしき         | 1965年09月03日 |
| 10 | 木の実とり           | 1965年09月17日 |
| 11 | もうすぐうんどうかい | 1965年10月01日 |
| 12 | こわれたでんわ       | 1965年10月15日 |
| 13 | げきのれんしゅう     | 1965年10月29日 |
| 14 | ありがとう           | 1965年11月12日 |
| 15 | 三りん車             | 1965年11月26日 |
| 16 | そんなの知ってるよ   | 1965年12月10日 |
| 17 | ぼく つまんないよ    | 1965年12月24日 |
| 18 | こまった どうしよう  | 1966年01月14日 |
| 19 | みっかぼうず         | 1966年01月28日 |
| 20 | つめたいべんとう     | 1966年02月11日 |
| 21 | ことりさん やーい    | 1966年02月25日 |
| 22 | 大きくなったよ       | 1966年03月11日 |

| 回 | タイトル                  | 初回放送日     |
| -- | ------------------------- | -------------- |
| 1  | はしができるよ            | 1966年04月08日 |
| 2  | ぺしゃんこのぼうし        | 1966年04月22日 |
| 3  | おてつだい                | 1966年05月13日 |
| 4  | おとした おかね           | 1966年05月27日 |
| 5  | いちぬけた                | 1966年06月10日 |
| 6  | まいごのほん              | 1966年06月24日 |
| 7  | むこうへいこう            | 1966年07月08日 |
| 8  | ああ おなかがすいた       | 1966年09月02日 |
| 9  | まちぼうけ                | 1966年09月16日 |
| 10 | 山のぼり                  | 1966年10月07日 |
| 11 | どろんこのボール          | 1966年10月21日 |
| 12 | あきばこ                  | 1966年11月04日 |
| 13 | 大きなべんとう            | 1966年11月18日 |
| 14 | おとうさん おかえりなさい | 1966年12月02日 |
| 15 | たきぎひろい              | 1966年12月16日 |
| 16 | カンちゃんのるすばん      | 1967年01月13日 |
| 17 | 大きなゆきだま            | 1967年01月27日 |
| 18 | ゆきどけみち              | 1967年02月10日 |
| 19 | ひなまつり                | 1967年02月24日 |
| 20 | はしができたよ            | 1967年03月10日 |

## トラくん

### あらすじ
工場のある町が舞台。

### 基礎情報
- 放送期間：1967年4月14日 - 1968年3月23日
- 放送時間：金曜日11:00-11:20
- 人形：人形劇団プーク
- 出演：伊藤アイコ

### 放送リスト
| 回 | タイトル                   | 初回放送日     |
| -- | -------------------------- | -------------- |
| 1  | えんとつおじさんこんにちは | 1967年04月14日 |
| 2  | あかんぼは、だあれ?        | 1967年04月28日 |
| 3  | みえないかきね             | 1967年05月19日 |
| 4  | ロボットよりもふねよりも   | 1967年06月02日 |
| 5  | わがまま びょうき          | 1967年06月16日 |
| 6  | しょうひんがほしい         | 1967年06月30日 |
| 7  | なつはふねにのって         | 1967年07月14日 |
| 8  | おかの上のピアノ           | 1967年09月01日 |
| 9  | みんなでえんそく           | 1967年09月29日 |
| 10 | やくそく                   | 1967年10月13日 |
| 11 | おれたパイプ               | 1967年10月27日 |
| 12 | こわしたおもちゃ           | 1967年11月17日 |
| 13 | おかしがへんなあじ         | 1967年12月01日 |
| 14 | トラくんのプレゼント       | 1967年12月15日 |
| 15 | せんせい こんにちは        | 1968年01月12日 |
| 16 | おみまい                   | 1968年01月26日 |
| 17 | とべないことり             | 1968年02月09日 |
| 18 | まどのそと                 | 1968年02月23日 |
| 19 | さようならトラくん         | 1968年03月08日 |

## イヌくん

### あらすじ
天文台のある山のふもとの村の物語。

### 基礎情報
- 放送期間：1968年4月12日 - 1969年3月29日
- 放送時間：金曜日11:00-11:20
- 人形：人形劇団プーク
- 出演：伊藤アイコ

### 放送リスト
| 回 | タイトル                     | 初回放送日     |
| -- | ---------------------------- | -------------- |
| 1  | しらない子                   | 1968年04月12日 |
| 2  | しかられないけれど           | 1968年04月26日 |
| 3  | おもいぞ おもいぞ            | 1968年05月17日 |
| 4  | じんこうえいせいのとぶ日     | 1968年05月31日 |
| 5  | 山のおふろ                   | 1968年06月14日 |
| 6  | みんなのつみ木               | 1968年06月28日 |
| 7  | 海がみえるおか               | 1968年07月12日 |
| 8  | いぬくんのほし               | 1968年09月06日 |
| 9  | ひとりでのぞいた大むかし     | 1968年09月20日 |
| 10 | りぼんをつけた山いも         | 1968年10月04日 |
| 11 | 木のみのてんもんだい         | 1968年10月18日 |
| 12 | はじめてみるサーカス         | 1968年11月01日 |
| 13 | ぎんいろのパズル             | 1968年11月15日 |
| 14 | ゆうやけのうた               | 1968年11月29日 |
| 15 | よそのうち ぼくのうち        | 1968年12月13日 |
| 16 | ゆきの日のこどもてんもんだい | 1969年01月10日 |
| 17 | みんなでおつかい             | 1969年01月24日 |
| 18 | おじぞうさん さびしい?       | 1969年02月07日 |
| 19 | もうすぐ さようなら          | 1969年02月21日 |
| 20 | たのしいことがいっぱいあった | 1969年03月07日 |

## 1969年度

### あらすじ
灯台のある島が舞台。歌好きな灯台のおじさんと島の子供達の物語。

### 基礎情報
- 放送期間：1969年4月11日 - 1970年3月28日
- 放送時間：金曜日10:45-11:00
- 人形：人形劇団プーク
- 出演：高橋和枝、古賀伸一

### 放送リスト
| 回 | タイトル               | 初回放送日     |
| -- | ---------------------- | -------------- |
| 1  | ともだちになりたい     | 1969年04月11日 |
| 2  | ふねがでるよう!        | 1969年04月25日 |
| 3  | だって、できるのよ     | 1969年05月09日 |
| 4  | ひとりでおみまい       | 1969年05月23日 |
| 5  | なみをけたてて         | 1969年06月06日 |
| 6  | ぼくはうみのうお       | 1969年06月20日 |
| 7  | こうえんはおやすみ     | 1969年07月04日 |
| 8  | みさきにいこうよ       | 1969年07月18日 |
| 9  | あらしのあと           | 1969年09月05日 |
| 10 | さめのきた日           | 1969年09月19日 |
| 11 | ずるいや ずるいや      | 1969年10月03日 |
| 12 | はまべのてんらんかい   | 1969年10月24日 |
| 13 | とらくんばんざい       | 1969年11月07日 |
| 14 | あやしいおばさん       | 1969年11月21日 |
| 15 | いちばんうれしいこと   | 1969年12月05日 |
| 16 | もうすぐおしょうがつ   | 1969年12月19日 |
| 17 | ぼくたちのあそびば     | 1970年01月09日 |
| 18 | おじさんがたいへんだあ | 1970年01月23日 |
| 19 | おじさんの大きな絵     | 1970年02月06日 |
| 20 | さようならくろしおまる | 1970年02月20日 |
| 21 | はしをわたって         | 1970年03月06日 |

## とらちゃん

### あらすじ
蒸気機関車が走る村が舞台。ラストは村の路線が廃線となり駅長さんとお別れするところでエンディングとなる。

### 基礎情報
- 放送期間：1970年4月10日 - 1973年3月2日
- 放送時間：金曜日10:45-11:00
- 出演：橘和香、北川智繪

### 放送リスト
| 回 | タイトル                 | 初回放送日     |
| -- | ------------------------ | -------------- |
| 1  | よぼうちゅうしゃ         | 1970年04月10日 |
| 2  | こんにちは               | 1970年04月24日 |
| 3  | もっとうれしいこと       | 1970年05月08日 |
| 4  | 花よりもおかしよりも     | 1970年05月22日 |
| 5  | おくびょうとちがうよ     | 1970年06月05日 |
| 6  | くたびれたなあ           | 1970年06月19日 |
| 7  | この本だれの本           | 1970年07月03日 |
| 8  | わかんない!              | 1970年07月17日 |
| 9  | ね、きのこあげるよ       | 1970年09月04日 |
| 10 | ぼくのほし               | 1970年09月18日 |
| 11 | ひみつのちず             | 1970年10月02日 |
| 12 | ごめんしないよ           | 1970年10月16日 |
| 13 | みんなでみたサーカス     | 1970年10月30日 |
| 14 | おみやげないの           | 1970年11月13日 |
| 15 | ゆうやけのうた           | 1970年11月27日 |
| 16 | ほら、きこえる           | 1970年12月11日 |
| 17 | ここはこどものゆうえんち | 1971年01月08日 |
| 18 | 円ばんがやってきた       | 1971年01月29日 |
| 19 | さようなら小鳥さん       | 1971年02月12日 |
| 20 | おみまい                 | 1971年02月26日 |
| 21 | ひこうきにのりたい       | 1971年03月12日 |

| 回 | タイトル                | 初回放送日     |
| -- | ----------------------- | -------------- |
| 1  | うんがわるいってなあに  | 1971年04月09日 |
| 2  | あのこしらない          | 1971年04月23日 |
| 3  | やさしいロボット        | 1971年05月07日 |
| 4  | ほらあなのそとにも      | 1971年05月21日 |
| 5  | ともだちだから          | 1971年06月04日 |
| 6  | くたびれたなあ          | 1971年06月18日 |
| 7  | 公園はおやすみ          | 1971年07月02日 |
| 8  | 大そうじの日            | 1971年07月16日 |
| 9  | おとうさんのとけい      | 1971年09月03日 |
| 10 | あのときはほんきさ      | 1971年09月17日 |
| 11 | ゆるしてあげる百万回    | 1971年10月08日 |
| 12 | ひみつの地図            | 1971年10月22日 |
| 13 | コネコちゃん じょうずよ | 1971年11月05日 |
| 14 | にげはしたけれど        | 1971年11月19日 |
| 15 | 夕やけになった日        | 1971年12月03日 |
| 16 | もうすぐお正月          | 1971年12月17日 |
| 17 | にげたじどうしゃ        | 1972年01月14日 |
| 18 | ゆきの日のおじぞうさん  | 1972年01月28日 |
| 19 | みんなでみたサーカス    | 1972年02月18日 |
| 20 | ありがとう              | 1972年03月03日 |
| 21 | こどもとしょかん        | 1972年03月17日 |

| 回 | タイトル              | 初回放送日     |
| -- | --------------------- | -------------- |
| 1  | 大きなこえで ハーイ   | 1972年04月14日 |
| 2  | こんにちは            | 1972年04月28日 |
| 3  | やさしいロボット      | 1972年05月19日 |
| 4  | なくしたかさ          | 1972年06月02日 |
| 5  | おぶってあげる        | 1972年06月16日 |
| 6  | くたびれたなあ        | 1972年06月30日 |
| 7  | わたしのたからもの    | 1972年07月14日 |
| 8  | くまくんのほし        | 1972年09月01日 |
| 9  | ゆるしてあげる百万回  | 1972年09月29日 |
| 10 | ずるいとそん          | 1972年10月13日 |
| 11 | さよなら小鳥さん      | 1972年10月27日 |
| 12 | ごめんのじゅもん      | 1972年11月17日 |
| 13 | ゆうやけのうた        | 1972年12月01日 |
| 14 | みんなめいめい世界一  | 1972年12月15日 |
| 15 | さるくんのきまり      | 1973年01月12日 |
| 16 | ねこちゃんぼんやり    | 1973年01月26日 |
| 17 | みんなでみたサーカス  | 1973年02月09日 |
| 18 | ありがとう ありがとう | 1973年02月23日 |
| 19 | さようなら駅長さん    | 1973年03月16日 |

## 星の子ピッピ

### 基礎情報
- 放送期間：1973年4月13日 - 1975年3月14日
- 放送時間：金曜日10:45-11:00
- 出演：松島みのり、北川智繪、中村恵子、三輪勝恵

### 放送リスト
| 回 | タイトル               | 初回放送日     |
| -- | ---------------------- | -------------- |
| 1  | 森のなかま             | 1973年04月13日 |
| 2  | あいさつはんたい       | 1973年05月04日 |
| 3  | ピッピのたからもの     | 1973年05月18日 |
| 4  | ちかみちきけん         | 1973年06月01日 |
| 5  | ぜっこうしたけど       | 1973年06月15日 |
| 6  | 大きなリュック         | 1973年06月29日 |
| 7  | 花はだれのもの         | 1973年07月13日 |
| 8  | おばけがでるぞ         | 1973年09月07日 |
| 9  | かえるのいやだけど     | 1973年09月21日 |
| 10 | クルンのひこうき       | 1973年10月05日 |
| 11 | ミンミのるすばん       | 1973年10月19日 |
| 12 | 森のおそうじ           | 1973年11月02日 |
| 13 | おばあさんのおとしもの | 1973年11月16日 |
| 14 | クロベエのとうさん     | 1973年12月07日 |
| 15 | あやまりぎらい         | 1974年01月11日 |
| 16 | しんぱいのおくりもの   | 1974年01月25日 |
| 17 | ブランコのおまけ       | 1974年02月08日 |
| 18 | 雪だるまのおれい       | 1974年02月22日 |
| 19 | もっとできるぞ         | 1974年03月08日 |

| 回 | タイトル               | 初回放送日     |
| -- | ---------------------- | -------------- |
| 1  | あまったれ さようなら  | 1974年04月12日 |
| 2  | イチゴのおみやげ       | 1974年05月10日 |
| 3  | かあさん，まかせて     | 1974年05月24日 |
| 4  | きのぼりSOS            | 1974年06月07日 |
| 5  | やればできるさ!        | 1974年06月21日 |
| 6  | よごれたブランコ       | 1974年07月05日 |
| 7  | 新しいポール           | 1974年09月06日 |
| 8  | おいもをやるぞ!        | 1974年09月20日 |
| 9  | めちゃくちゃのがっそう | 1974年10月04日 |
| 10 | ながれたポール         | 1974年10月18日 |
| 11 | ないしょのカキのみ     | 1974年11月01日 |
| 12 | クルンのたからもの     | 1974年11月15日 |
| 13 | なくんじゃないよ       | 1974年11月29日 |
| 14 | クロベエのとうさん     | 1974年12月13日 |
| 15 | あやまりぎらい         | 1975年01月10日 |
| 16 | ペンかきたんけんたい   | 1975年01月24日 |
| 17 | みんなのソリだよ       | 1975年02月07日 |
| 18 | 雪だるまのおれい       | 1975年02月21日 |
| 19 | みんなのゆめ           | 1975年03月07日 |

## たぬきのポン太

### あらすじ
家族と共に森に越してきたタヌキのポン太と妹のタン子の物語。

### 基礎情報
- 放送期間：1975年4月11日 - 1977年4月7日
- 放送時間：金曜日10:45-11:00

### 出演者
- ポン太（声：杉山佳寿子）

タヌキの男の子。元気でやんちゃ、少しそそっかしい。
- メガネ（モン）（声：つかせのりこ）

サルの男の子。眼鏡をかけている。木登りが得意だが、臆病で何かあるとすぐ木の上に隠れてしまう。
シリーズの途中から「モン」と呼ばれるようになる。
- コロスケ

クマの男の子。一人称は「おいら」。腕白で力強いが、根は人が良い。
- チョロ

リスの女の子。おしゃべりでおしゃま、お節介だが明るい子。
- タン子

ポン太の妹。甘ったれだがポン太と喧嘩をすることも。
- ヒゲ先生

ヤギの医者。子供達のことは赤ちゃんの頃から知っており、何かあったら親切に相談に乗ってくれる。
- ポン太の父

山の測候所勤め。やや頑固で子供達には厳しい。
- ポン太の母

教育熱心な母親。遊んでばかりいる息子のポン太を少し心配している。
- コダマちゃん

コダマの妖精。ポン太の行く先々に現れ、ややうるさがられているが物知りで頼りにもされている。このシリーズのナレーションも担当。
- 三輪勝恵

### 放送リスト
| 回 | タイトル               | 初回放送日     |
| -- | ---------------------- | -------------- |
| 1  | 森のなかま             | 1975年04月11日 |
| 2  | おはようこんにちは     | 1975年05月02日 |
| 3  | わすれんぼマラソン     | 1975年05月16日 |
| 4  | よわむしじゃない       | 1975年05月30日 |
| 5  | るすばんおうえんだん   | 1975年06月13日 |
| 6  | おばけの出るみち       | 1975年06月27日 |
| 7  | みんなのおしろ         | 1975年07月11日 |
| 8  | きまりのない国         | 1975年09月05日 |
| 9  | キクとボール           | 1975年09月26日 |
| 10 | メガネくんのメガネ     | 1975年10月17日 |
| 11 | びっくりおとしあな     | 1975年10月31日 |
| 12 | とばないひこうき       | 1975年11月14日 |
| 13 | ヒゲ先生をさがせ       | 1975年11月28日 |
| 14 | のびた誕生日           | 1975年12月12日 |
| 15 | だってくん             | 1976年01月09日 |
| 16 | 雪ダルマ               | 1976年01月30日 |
| 17 | 帰ってこない本         | 1976年02月13日 |
| 18 | ヒゲ先生のたんじょう日 | 1976年02月27日 |
| 19 | まちからのてがみ       | 1976年03月12日 |

| 回 | タイトル               | 初回放送日     |
| -- | ---------------------- | -------------- |
| 1  | ぼくらのこうえん       | 1976年04月09日 |
| 2  | あいさつのおかげ       | 1976年04月23日 |
| 3  | あぶないよ             | 1976年05月07日 |
| 4  | かだんづくり           | 1976年05月21日 |
| 5  | ニュースだよ           | 1976年06月04日 |
| 6  | はなとたね             | 1976年06月18日 |
| 7  | ピクニック             | 1976年07月02日 |
| 8  | ぼくだけじゃない       | 1976年09月03日 |
| 9  | やっぱりこわいや       | 1976年09月17日 |
| 10 | みちしるべ             | 1976年10月01日 |
| 11 | タン子ちゃんのおあいて | 1976年10月15日 |
| 12 | きのうはごめん         | 1976年10月29日 |
| 13 | おちばたき             | 1976年11月12日 |
| 14 | あたらしいクレヨン     | 1976年11月26日 |
| 15 | おかあさんのかぜ       | 1976年12月10日 |
| 16 | きんいろの木           | 1977年01月14日 |
| 17 | ぼくのはっけん         | 1977年01月28日 |
| 18 | 消えた風船             | 1977年02月18日 |
| 19 | ヒゲ先生への手紙       | 1977年03月04日 |

## 子リスのチョロ

### あらすじ
リスの女の子、チョロちゃんの物語。

### 基礎情報
- 放送期間：1977年4月8日 - 1979年4月7日
- 放送時間：金曜日10:45-11:00

### 出演者
- リスノ チョロ（声：里見京子）

リスの女の子。おしゃれでおしゃま、甘えん坊。
- モリタ タキ（声：小山茉美）

タヌキの女の子。毎日お母さんの手伝いをしている。
- ナガミミ シロー

ウサギの男の子。勉強が大好き。
- イノダ コタロウ

イノシシの男の子。無鉄砲だが勇敢で弟思い。家はリンゴ農場「イノダ農場」を営んでいる。
- イノダ コジロウ

コタロウの弟。
- ヤマナカ キンジ

サルの男の子。元気な性格。
- シライ フワ

恥ずかしがりやの男の子。
- サノ ユメコ

先生。
- 杉山佳寿子

### 放送リスト
| 回 | タイトル                 | 初回放送日     |
| -- | ------------------------ | -------------- |
| 1  | チョロです               | 1977年04月08日 |
| 2  | ありがとう               | 1977年04月22日 |
| 3  | おっと あぶない          | 1977年05月13日 |
| 4  | 空いろの下じき           | 1977年05月27日 |
| 5  | いっしょに帰りましょう   | 1977年06月10日 |
| 6  | 駅はだれのもの           | 1977年06月24日 |
| 7  | あまえんぼうのチョロ     | 1977年07月08日 |
| 8  | 肩たたき券               | 1977年09月02日 |
| 9  | あらしがくるぞ           | 1977年09月16日 |
| 10 | 行ってしまった汽車       | 1977年10月07日 |
| 11 | ふしぎなチョッキ         | 1977年10月21日 |
| 12 | はたらくのはすてきだ     | 1977年11月04日 |
| 13 | みんなおなじだよ         | 1977年11月18日 |
| 14 | うそつきはだれ           | 1977年12月02日 |
| 15 | 見えないいのち           | 1978年01月13日 |
| 16 | 負けるものか             | 1978年01月27日 |
| 17 | まもれなかったやくそく   | 1978年02月10日 |
| 18 | おめでとうあかちゃん     | 1978年02月24日 |
| 19 | もっともっと大きくなろう | 1978年03月10日 |

| 回 | タイトル                | 初回放送日     |
| -- | ----------------------- | -------------- |
| 1  | 4月はみんなあたらしい   | 1978年04月14日 |
| 2  | わたしのすきなこと      | 1978年04月28日 |
| 3  | よくきをつけてね        | 1978年05月19日 |
| 4  | だれのかな              | 1978年06月02日 |
| 5  | みんなともだち          | 1978年06月16日 |
| 6  | くずれた道              | 1978年06月30日 |
| 7  | かえりのじかん          | 1978年09月01日 |
| 8  | フクのなみだ            | 1978年09月22日 |
| 9  | 山はたかいぞ けわしいぞ | 1978年10月06日 |
| 10 | こわれたかいじゅう      | 1978年10月20日 |
| 11 | おいもがとれた          | 1978年11月10日 |
| 12 | ほんとはね…             | 1978年11月24日 |
| 13 | チョロのかいもの        | 1978年12月08日 |
| 14 | おそうじとうばん        | 1979年01月12日 |
| 15 | ゆきのてがみ            | 1979年01月26日 |
| 16 | ともだちだもの          | 1979年02月09日 |
| 17 | ありがとうのはな        | 1979年02月23日 |
| 18 | ぐんぐんのびていこう    | 1979年03月09日 |

## ウサギのトモコ

### あらすじ
シオカゼ町が舞台。パン屋のクマの子ダイスケとウサギのトモコが主人公。

### 基礎情報
- 放送期間：1979年4月13日 - 1981年3月28日
- 放送時間：金曜日10:45-11:00，土曜日10:00-10:15

### 出演者
- ウサギ・トモコ

ウサギの女の子。ダイスケの隣に住んでいる。
- クマノ・ダイスケ

クマの男の子。家はパン屋を営んでいる。
- ヤマグチ・ブンタ

ブタの男の子。
- ナガオ・タマコ

ネコの女の子。
- サルノ・ロクロウ

サルの男の子。あだ名は「ロクちゃん」の元気者。
- タンバ・ジロウ

1980年度から登場。シオカゼ小学校の転校生。
- ハルノ・ヤヨイ

シオカゼ小学校の先生。
- 中村恵子
- 白坂道子
- 木下喜久子
- 白坂道子
- 松島みのり

### 放送リスト
| 回 | タイトル                   | 初回放送日     |
| -- | -------------------------- | -------------- |
| 1  | はじめまして               | 1979年04月13日 |
| 2  | おとうとのけが             | 1979年04月27日 |
| 3  | どうぞ どうぞ              | 1979年05月11日 |
| 4  | きゅうしょくのナフキン     | 1979年05月25日 |
| 5  | おつりが100えんおおかった  | 1979年06月08日 |
| 6  | てんきよほうはあめ         | 1979年06月22日 |
| 7  | しおかぜまちのおしらせばん | 1979年07月06日 |
| 8  | ゆうれいがでるおべんじょ   | 1979年09月07日 |
| 9  | なかなおりしてよ           | 1979年09月21日 |
| 10 | もどってきたよ             | 1979年10月05日 |
| 11 | とんでいきなさい           | 1979年10月19日 |
| 12 | がんばれ ダイスケ          | 1979年11月02日 |
| 13 | みみをかえしてよ           | 1979年11月16日 |
| 14 | おかえりなさい おとうさん  | 1979年12月07日 |
| 15 | うわばき                   | 1980年01月11日 |
| 16 | さむくてもさむくない       | 1980年01月25日 |
| 17 | おおきなみかん             | 1980年02月08日 |
| 18 | ながいおてがみ             | 1980年02月22日 |
| 19 | いっしょにやろうね         | 1980年03月07日 |

| 回 | タイトル                   | 初回放送日     |
| -- | -------------------------- | -------------- |
| 1  | おはよう ジロウです        | 1980年04月11日 |
| 2  | やねにのぼったうんどうぐつ | 1980年04月25日 |
| 3  | おかあさんにおんぶ         | 1980年05月09日 |
| 4  | あしたつかうもの           | 1980年05月23日 |
| 5  | うそをついたらはりせんぼん | 1980年06月06日 |
| 6  | ざあっとくるぞ             | 1980年06月20日 |
| 7  | テーブルがないている       | 1980年07月04日 |
| 8  | がっこうのおおどおり       | 1980年09月05日 |
| 9  | いっしょにしましょうね     | 1980年09月19日 |
| 10 | めいじんになるぞ           | 1980年10月03日 |
| 11 | おかあさんのジャム         | 1980年10月24日 |
| 12 | いじめたんじゃない         | 1980年11月07日 |
| 13 | わたしにできること         | 1980年11月21日 |
| 14 | とべない うちゅうじん      | 1980年12月05日 |
| 15 | たこたこあがれ             | 1981年01月09日 |
| 16 | おとうさんにおみやげ       | 1981年01月23日 |
| 17 | ゆきゆき もっとふれ        | 1981年02月06日 |
| 18 | ひみつのテープ             | 1981年02月20日 |
| 19 | おかあさんにとどけ         | 1981年03月06日 |

## ユミちゃんとマッキー

### あらすじ
「ほしのき小学校」が舞台。

### 基礎情報
- 放送期間：1981年4月10日 - 1984年3月31日
- 放送時間：金曜日10:45-11:00，土曜日10:00-10:15

### 出演者
- ユミ（声：小山茉美）

タヌキの女の子。本名はタキ・ユミコ。お母さんとお花が大好き。
- マッキー

ネズミの男の子。妹にミッキーがいる。
- チョコ（声： 松島みのり）

サルの女の子。本名はモンタ・チヨコ。ちょこまかしているため「チョコちゃん」と呼ばれている。ユミの親友。
- ゴン（声：野沢雅子）

キツネの男の子。本名はキネヅカ・ゴンタ。ガキ大将。
- クロ

クマの男の子。本名はノマ・クロスケ。ちょっぴり鈍いが一生懸命。
- キバ先生

イノシシの先生。
- 喜多道枝
- 北川智繪

### 放送リスト
| 回 | タイトル              | 初回放送日     |
| -- | --------------------- | -------------- |
| 1  | なまえをおしえてよ    | 1981年04月10日 |
| 2  | おかあさんのひきだし  | 1981年04月24日 |
| 3  | あたりまえでしょ?     | 1981年05月08日 |
| 4  | ともだちのきもち      | 1981年05月22日 |
| 5  | ちょっといこうよ      | 1981年06月05日 |
| 6  | どうすればいいのかな? | 1981年06月19日 |
| 7  | たちいりきんし        | 1981年07月03日 |
| 8  | らくがきするな        | 1981年09月04日 |
| 9  | すずがちりりん        | 1981年09月18日 |
| 10 | ポールにまけるな      | 1981年10月02日 |
| 11 | ならない かね         | 1981年10月16日 |
| 12 | ともだちだもの        | 1981年10月30日 |
| 13 | おまけつきのえりまき  | 1981年11月13日 |
| 14 | このはしきけん        | 1981年11月27日 |
| 15 | すきだよ おかあさん   | 1981年12月11日 |
| 16 | なんだか さむいな     | 1982年01月16日 |
| 17 | もとどおりにしてよ    | 1982年02月05日 |
| 18 | おにいちゃんのかわり  | 1982年02月19日 |
| 19 | せんせいになりたいな  | 1982年03月05日 |

| 回 | タイトル                    | 初回放送日     |
| -- | --------------------------- | -------------- |
| 1  | あいさつのこたえ            | 1982年04月09日 |
| 2  | おさがりのおさがり          | 1982年04月23日 |
| 3  | これでおしまい              | 1982年05月07日 |
| 4  | なぜだかしらないけれど      | 1982年05月21日 |
| 5  | おばあさんきたぞ            | 1982年06月04日 |
| 6  | ボールどこへいったの        | 1982年06月18日 |
| 7  | うちにかえりたい            | 1982年07月02日 |
| 8  | ひみつがにげた              | 1982年09月03日 |
| 9  | やまほどのしんせつ          | 1982年09月17日 |
| 10 | まいにちまいにちまいにち    | 1982年10月01日 |
| 11 | だれのせいなの              | 1982年10月15日 |
| 12 | ながれぼしみつけた          | 1982年10月29日 |
| 13 | いつになったら はないっぱい | 1982年11月12日 |
| 14 | もういいんだよ              | 1982年11月26日 |
| 15 | わたしのかぞく              | 1982年12月10日 |
| 16 | あたらしいほうき            | 1983年01月14日 |
| 17 | ゆうきがないのかよ          | 1983年01月28日 |
| 18 | たんじょうびおめでとう      | 1983年02月18日 |
| 19 | きぼうをもって              | 1983年03月04日 |

| 回 | タイトル                    | 初回放送日     |
| -- | --------------------------- | -------------- |
| 1  | おはようのおかえし          | 1983年04月15日 |
| 2  | おとしものばこがきえた      | 1983年05月06日 |
| 3  | おみやげぼろぼろ            | 1983年05月20日 |
| 4  | みえないけが                | 1983年06月03日 |
| 5  | もっきんがこっきん          | 1983年06月17日 |
| 6  | とまらないいかだ            | 1983年07月01日 |
| 7  | おたよりひろば              | 1983年07月15日 |
| 8  | なんだかへんね              | 1983年09月02日 |
| 9  | つぎつぎにおとしもの        | 1983年09月16日 |
| 10 | おわりははじめ              | 1983年09月30日 |
| 11 | ほんとうのごめんなさい      | 1983年10月14日 |
| 12 | やっぱりともだち            | 1983年10月28日 |
| 13 | うそうそうそ                | 1983年11月11日 |
| 14 | おとうさんのかお            | 1983年11月25日 |
| 15 | おたよりひろば              | 1983年12月09日 |
| 16 | みんなおなじだ だいはっけん | 1984年01月13日 |
| 17 | テストよきえろ              | 1984年01月27日 |
| 18 | げんきになってよ おばあさん | 1984年02月10日 |
| 19 | おこられたけど ありがとう   | 1984年02月24日 |
| 20 | おたよりひろば              | 1984年03月09日 |

## トラのだいすけ

### あらすじ
海辺にあるなぎさ村のみさき小学校が舞台。このシリーズは中南米地域でもスペイン語吹き替え版で1980年代の後半から放送された。

### 基礎情報
- 放送期間：1984年4月13日 - 1986年4月4日
- 放送時間
  - 1984年度：金曜日09:30-09:45，土曜日10:15-10:30
  - 1985年度：火曜日09:30-09:45，金曜日09:00-09:15
- 作：片岡輝
- 音楽：玉木宏樹

### 出演者
- ナルミ・ダイスケ（声：堀絢子）

トラの男の子。あだ名はダイちゃん。力持ちで優しい。ゲンじいさんの船でみさき小学校に通う。
- キギ・ケンタ（声：杉山佳寿子）

サルの男の子。あだ名はケンちゃん。木登りが得意で、いたずら好き。スペイン語や英語圏のSNSではこのキャラクターの画像を使用することが流行した。
- ハラダ・ユウジ（声：山本嘉子）

アライグマの男の子。読書とお絵かきが好き。
- カゲ・アスカ（声：鵜飼るみ子）

シカの女の子。歌が得意で、頑張り屋だが少し恥ずかしがり屋。
- クリス・コズエ（声：高坂真琴）

リスの女の子。世話好きだが、にぎやかに遊ぶのも好き。
- ミミ先生（声：田島令子）

ウサギでダイスケ達の担任の先生。
- ゲンじいさん（声：小林修）

クマの漁師。
- ヤギの郵便屋（声：辻三太郎）

### 放送リスト
| 回 | タイトル                   | 初回放送日     |
| -- | -------------------------- | -------------- |
| 1  | かわりにぼくが             | 1984年04月13日 |
| 2  | ちいさくなったくれよん     | 1984年05月04日 |
| 3  | かたいっぽう ぴかぴか      | 1984年05月18日 |
| 4  | こわれたすなのおしろ       | 1984年06月01日 |
| 5  | たおれたぽすと             | 1984年06月15日 |
| 6  | みみせんせいのなみだ       | 1984年06月29日 |
| 7  | おたよりひろば             | 1984年07月13日 |
| 8  | さんざんなえんそく         | 1984年09月07日 |
| 9  | やったねケンちゃん         | 1984年09月28日 |
| 10 | やくそくのしすぎ           | 1984年10月12日 |
| 11 | しんせつっていいきもち     | 1984年10月26日 |
| 12 | ほんとはぼくが             | 1984年11月09日 |
| 13 | しかえししたのに           | 1984年11月30日 |
| 14 | おたよりひろば             | 1984年12月14日 |
| 15 | きらい、すき、どっちなの   | 1985年01月11日 |
| 16 | ひいきするのがなかよしなの | 1985年01月25日 |
| 17 | どっちがほんとのゆうきなの | 1985年02月08日 |
| 18 | のびろがんばりの木         | 1985年02月22日 |
| 19 | おたよりひろば             | 1985年03月08日 |

| 回 | タイトル                     | 初回放送日     |
| -- | ---------------------------- | -------------- |
| 1  | こころをこめてごあいさつ     | 1985年04月09日 |
| 2  | がらくたロボット             | 1985年04月30日 |
| 3  | ぼくのきまり、みんなのきまり | 1985年05月14日 |
| 4  | ほんとうのともだち           | 1985年05月28日 |
| 5  | 一さつのノート               | 1985年06月11日 |
| 6  | こわくなんかないさ           | 1985年06月25日 |
| 7  | おたよりひろば               | 1985年07月09日 |
| 8  | 甘えん坊はどっち?            | 1985年09月03日 |
| 9  | 早起きバンザイ!              | 1985年09月17日 |
| 10 | だましっこなしよ             | 1985年10月01日 |
| 11 | 親切のおかえし               | 1985年10月15日 |
| 12 | 思いちがいでごめんね         | 1985年10月29日 |
| 13 | 本当の宝もの                 | 1985年11月12日 |
| 14 | 世界にたった一人             | 1985年11月26日 |
| 15 | おたよりひろば               | 1985年12月10日 |
| 16 | たくさんのありがとう         | 1986年01月14日 |
| 17 | いいところ見つけた           | 1986年01月28日 |
| 18 | ダイちゃんの勇気             | 1986年02月14日 |
| 19 | ミミ先生のしっぱい           | 1986年02月25日 |
| 20 | おたよりひろば               | 1986年03月11日 |

## ウサギのトント
本シリーズ最後の人形劇。この作品をもって1959年4月から始まったシリーズは終了。29年の歴史に幕を下ろした。

### あらすじ
山間のウサギ村の木の目小学校が舞台。主人公のトントは雑貨屋「まいど屋」を営む家の男の子。

### 基礎情報
- 放送期間：1986年4月8日 - 1988年3月18日
- 放送時間：火曜日09:30-09:45 金曜日09:00-09:15
- 作：雁田昇
- 音楽：玉木宏樹

### 出演者
- トント（声：野沢雅子）
- クロウ（声：滝沢ロコ）
- ユキ（声：高橋美紀）
- タボ（声：横田みはる）
- とも子の母（声：千々松幸子）

### 放送リスト
| 回 | タイトル             | 初回放送日     |
| -- | -------------------- | -------------- |
| 1  | げんきにおはよう     | 1986年04月08日 |
| 2  | おしょうどけい       | 1986年04月22日 |
| 3  | みんなともだち       | 1986年05月06日 |
| 4  | おおきなあかちゃん   | 1986年05月20日 |
| 5  | はなのかんむり       | 1986年06月03日 |
| 6  | こくばんふきがないた | 1986年06月17日 |
| 7  | ちょっとだけなら     | 1986年07月01日 |
| 8  | ランドセルやーい     | 1986年09月02日 |
| 9  | あさのかね           | 1986年09月16日 |
| 10 | つきった小川         | 1986年09月30日 |
| 11 | だってくん           | 1986年10月14日 |
| 12 | ぼくのグローブ       | 1986年10月28日 |
| 13 | われたかびん         | 1986年11月11日 |
| 14 | タボのすいしゃ       | 1986年11月25日 |
| 15 | おたきさん           | 1986年12月09日 |
| 16 | ひのようじん         | 1987年01月13日 |
| 17 | たこたこあーがれ     | 1987年01月27日 |
| 18 | こわれたはし         | 1987年02月10日 |
| 19 | とべ!きのめごう      | 1987年02月24日 |
| 20 | おたよりひろば       | 1987年03月10日 |

| 回 | タイトル             | 初回放送日     |
| -- | -------------------- | -------------- |
| 1  | ちゃんとあいさつ     | 1987年04月07日 |
| 2  | よりみちしないで     | 1987年04月21日 |
| 3  | なんでもユキちゃん   | 1987年05月08日 |
| 4  | おんぶごっこ         | 1987年05月19日 |
| 5  | ボールころころ       | 1987年06月02日 |
| 6  | おみまいノート       | 1987年06月16日 |
| 7  | トントはどこ?        | 1987年06月30日 |
| 8  | こわれたふでばこ     | 1987年09月01日 |
| 9  | ぼくらのみずうみ     | 1987年09月18日 |
| 10 | しーらない           | 1987年09月29日 |
| 11 | たのしいがくげいかい | 1987年10月13日 |
| 12 | クロウのカメラ       | 1987年10月27日 |
| 13 | トントのかみしばい   | 1987年11月10日 |
| 14 | ユキのハーモニカ     | 1987年11月24日 |
| 15 | おばあちゃんのかぜ   | 1987年12月08日 |
| 16 | きいろいペンキ       | 1988年01月12日 |
| 17 | お花のシール         | 1988年01月26日 |
| 18 | こわしたな!          | 1988年02月09日 |
| 19 | もっと大きく         | 1988年02月23日 |
| 20 | ありがとうみなさん   | 1988年03月08日 |